# Can’t Fight This Feeling
Can’t Fight This Feeling ist ein Lied von REO Speedwagon, das im Oktober 1984 als Single veröffentlicht wurde und das von Kevin Cronin geschrieben und von ihm gemeinsam mit Gary Richrath und Alan Gratzer produziert wurde. Nach Keep on Loving You wurde es der zweite Nummer-eins-Hit von REO Speedwagon in den USA. Das Lied handelt von einem Mann, der schon lange mit einer Frau befreundet ist und sich in sie verliebt.

## Hintergrund
Das Lied ist 4:55 Minuten lang, erschien auf dem Album Wheels Are Turnin’, und auf der Single-B-Seite befindet sich das Lied One Lonely Night. Das Lied erschien auf vielen Kompilationsalben von REO Speedwagon, wie zum Beispiel The Hits und Keep On Loving You - Best.
In der Episode Schuljungen-Report von South Park konnte man den Song hören, er erschien auch in den Filmen Nicht noch ein Teenie-Film und Horton hört ein Hu! sowie in der Episode 2.5 Simon hat gesagt der Mystery-Serie Supernatural und Episode 4.10 der Serie Queer as Folk. In der Musicalverfilmung Rock of Ages singen Alec Baldwin und Russell Brand den Song bei ihrem „Coming out“.

## Kommerzieller Erfolg

### Chartplatzierungen
| ChartsChartplatzierungen       | Höchstplatzierung | Wochen |
| ------------------------------ | ----------------- | ------ |
| Deutschland (GfK)              | 34 (11 Wo.)       | 11     |
| Vereinigte Staaten (Billboard) | 1 (18 Wo.)        | 18     |
| Vereinigtes Königreich (OCC)   | 16 (12 Wo.)       | 12     |

| ChartsJahrescharts (1985)      | Platzierung |
| ------------------------------ | ----------- |
| Vereinigte Staaten (Billboard) | 13          |

### Auszeichnungen für Musikverkäufe
| Land/Region                  | Auszeichnungen für Musikverkäufe (Land/Region, Auszeichnung, Verkäufe) | Verkäufe  |
| ---------------------------- | ---------------------------------------------------------------------- | --------- |
| Kanada (MC)                  | Gold                                                                   | 50.000    |
| Neuseeland (RMNZ)            | Platin                                                                 | 30.000    |
| Vereinigte Staaten (RIAA)    | Gold                                                                   | 500.000   |
| Vereinigtes Königreich (BPI) | Platin                                                                 | 600.000   |
| Insgesamt                    | 2× Gold · 2× Platin ·                                                  | 1.180.000 |

## Coverversionen
- 1999: Lars Fredriksen
- 2000: Smokie
- 2019: Bastille